# Donja Slapnica
Donja Slapnica falu Bosznia-Hercegovinában, a Bosznia-hercegovinai Föderáció Una-Szanai kantonjában. Közigazgatásilag Velika Kladušához tartozik.

## Fekvése
Bosznia-Hercegovina északnyugati részén, Bihácstól légvonalban 37, közúton 55 km-re északra, Velika Kladušától légvonalban 9, közúton 13 km-re délkeletre levő dombos, erdős vidéken, A Slapnica-patak völgyében és a környező dombokon fekszik. 

## Népessége
| Nemzetiségi csoport | Népesség 1991 | Népesség 2013 |
| ------------------- | ------------- | ------------- |
| Szerb               | 1             | 0             |
| Bosnyák             | 538           | 397           |
| Horvát              | 1             | 1             |
| Jugoszláv           | 3             | 0             |
| Egyéb               | 6             | 78            |
| Összesen            | 549           | 476           |

## Története
A Donja Slapnica-i gyülekezetben két mecset található. A régit 1957-ben építették. Idővel a gyülekezet bővülésével és a háztartások számának növekedésével a mecset szűkössé és leromlottá vált, és mint ilyen, nem felelt meg a vallási tevékenységek követelményeinek. Ezért 2006-ban új mecsetet építettek. A gyülekezetnek körülbelül 200 háztartása van. Számos projektet végeztek már ebben a gyülekezetben, és a közeljövőben további munkálatokat terveznek az imám házán és az imám ház udvarának rendezésében. A gyülekezet imámi és muallimi szolgálatait Ermin Velić efendi látja el.

## Oktatás
A Donja Slapnica-i iskola az OŠ „Todorovska Slapnica“ általános iskola területi iskolája. A tanulók tanulási körülményei kiválóak, az egyetlen hátránya pedig az, hogy a Donja Slapnica-i regionális iskolában nincs tornaterem.

## Nevezetességei
- A régi mecset 1957-ben épült, mérete 11x7 méter, 15 méter magas minarettel rendelkezik. A minaret fából épült, fémlemez borítású. A feledéstől megóvott és néhány korábbi időről tanúskodó épületet 2017-ben restaurálták, és a jelek szerint könyvtárnak lehetne használni.[4]

- Az új mecset 2006-ban épült, elsősorban a gyülekezet lakóinak adományaiból. A mecset mindennel fel van szerelve, ami a gyülekezet követelményeinek kielégítéséhez szükséges.[4]